# سعادت آباد (رفسنجان)
سعادت آباد، روستایی از توابع بخش مرکزی شهرستان رفسنجان در استان کرمان ایران است.

## جمعیت
این روستا در دهستان اسلامیه قرار دارد و براساس سرشماری مرکز آمار ایران در سال ۱۳۸۵، جمعیت آن ۱٬۱۴۸ نفر (۲۶۷خانوار) بوده‌است.